# Liés par le sang
Pour l'album de bande dessinée de la série Sillage, voir Liés par le sang (Sillage).
Pour les articles homonymes, voir Bloodline.
Pour plus de détails, voir Fiche technique et Distribution.
Liés par le sang (Bloodline) est un film germano-américain réalisé par Terence Young et sorti en 1979. Le film est inspiré d'un roman de Sidney Sheldon.

## Synopsis
Le PDG Samuel Roffe des Laboratoires Pharmaceutiques Roffe meurt au cours d’une escalade à Chamonix. Le conseil d’administration se réunit alors autour de son héritière, sa fille Elizabeth Roffe, divorcée, qui travaillait jusqu’alors dans un musée de New York. Hormis Rhys Williams, qui était le bras droit du PDG, ce sont les cousins Roffe qui siègent au conseil d’administration en Allemagne de l'Ouest. Pour diverses raisons, ils sont tous confrontés à d’importants problèmes financiers et pressent Elizabeth de faire coter la société en bourse pour pouvoir mieux s’en défaire, prétextant des problèmes de gestion et un lourd passif. Elizabeth, bien que n’étant pas spécialiste, visite les différentes usines, étudie le fonctionnement et les comptes de la société et apprend par l’un des chercheurs maison, le docteur Joeppli, que la formule d’une nouvelle molécule révolutionnaire est sur le point d'être achevée. Grâce à cette information, elle reçoit l’appui des banquiers et décide de diriger le groupe avec l’aide de Rhys, au grand dépit des cousins. Parallèlement, l’inspecteur de police Max Hornung découvre que Sam Roffe a été assassiné. On va également essayer d’attenter à la vie d’Elizabeth. 

## Fiche technique
- Titre original : Bloodline
- Titre alternatif anglophone : Sidney Sheldon's Bloodline
- Titre français : Liés par le sang
- Titre allemand : Blutspur
- Réalisation : Terence Young
- Scénario : Laird Koenig, d’après le roman de Sidney Sheldon, Bloodline (1977)
- Musique : Ennio Morricone
- Décors : Ted Haworth
- Costumes : Enrico Sabbatini
- Costumes d'Audrey Hepburn par Hubert de Givenchy, costumes de Romy Schneider par Yves Saint Laurent
- Photographie : Freddie Young
- Son : Richard Adams, Gordon Everett
- Montage : Bud Molin
- Production : Sidney Beckerman, David V. Picker, Richard McWhorter (producteur associé)
  - Production exécutive : Lindsley Parsons Jr.
- Sociétés de production[1],[2] : Geria Filmgesellschaft GmbH (Allemagne), Paramount Pictures (États-Unis)
- Sociétés de distribution[1] : Paramount Pictures (États-Unis), CIC (Allemagne, France, Pays-Bas, Royaume-Uni)
- Pays d’origine :  Allemagne de l'Ouest,  États-Unis
- Langues originales : anglais, français, italien
- Format : 35 mm — couleur — 1,66:1[Note 1] (Panavision) — son monophonique
- Genre : thriller
- Durée : 112 minutes
- Dates de sortie : 
  - États-Unis : 29 juin 1979
  - Allemagne de l'Ouest : 20 décembre 1979
  - France : 16 janvier 1980
- Classification : tous publics (France, CNC)

## Distribution
- Audrey Hepburn (VF : Jacqueline Porel) : Elizabeth Roffe
- Ben Gazzara (VF : Jean-Claude Michel) : Rhys Williams
- James Mason (VF : André Valmy) : Sir Alec Nichols
- Claudia Mori (VF : Béatrice Delfe) : Donatella
- Irène Papas (VF : Paule Emanuele) : Simonetta Palazzi
- Michelle Phillips (VF : Évelyn Séléna) : Vivian Nichols
- Maurice Ronet (VF : lui-même) : Charles Martin
- Romy Schneider (VF : elle-même) : Hélène Roffe-Martin
- Omar Sharif (VF : Jacques Thébault) : Ivo Palazzi
- Beatrice Straight (VF : Claire Guibert) : Kate Erling, la secrétaire
- Gert Fröbe (VF : Georges Aminel) : l'inspecteur de police Max Hornung
- Wolfgang Preiss (VF : Jean Berger) : Julius Prager
- Marcel Bozzuffi (VF : lui-même) : l'homme en noir, à Paris
- Pinkas Braun (VF : Georges Atlas) : le Dr Wal
- Wulf Kessler (VF : Yves-Marie Maurin) : Sam Roffe, jeune
- Maurice Colbourne (VF : Pierre Arditi) : Jon Swinton
- Donald Symington (VF : Marc Cassot) : Henley
- Charles Millot (VF : lui-même) : le commissaire Bloche
- Ivan Desny : le joaillier à Paris
- Vadim Glowna (VF : Pierre Santini) : le Dr Joeppli
- Dan van Husen (VF : Jean Lagache) : l'homme qui filme la prostituée
- Friedrich von Ledebur (VF : Jean Violette (acteur)) : l'aubergiste
- Leslie Sands (VF : Roland Ménard) : le médecin de l'hôpital
- Peer Brensing (VF : François Leccia) : le premier gardien d'immeuble de Roffe
- Bernard Lajarrige (VF : lui-même) : le majordome
- Gerry Ramm (VF : Pierre Fromont) : l'autre commissaire français
- Mike Monty : l'homme chauve
- Gabriele Ferzetti (VF : Jacques Deschamps (acteur)) : Maresciallo Campagna (non crédité)
- Barrie Holland (VF : Bernard Musson) : le croupier (non crédité)

## Tournage
Période prises de vue : 1978-1979
- Intérieurs[3] : 
  - Bavaria Filmstudios à Grünwald (Allemagne),
  - Studios Cinecittà à Rome (Italie).
- Extérieurs[3] :	
  -  Allemagne : Burghausen, Munich,
  -  Danemark : Copenhague,
  -  États-Unis : New York,
  -  France : Paris, Chamonix,
  -  Italie : Rome, Sardaigne, Sicile,
  -  Royaume-Uni : Londres.
- Diana Maychick[4] : « Elle [Audrey Hepburn] prit la pire décision de toute sa carrière. Terence Young, le metteur en scène de Seule dans la nuit, la persuada de tourner dans Bloodline (Liés par le sang), un horrible mélodrame où règnent le sexe, la violence et la cupidité — vraiment à l'opposé de tout ce qu'elle avait fait auparavant. Le film devait bénéficier d'avantages fiscaux par le biais de l'Allemagne de l'Ouest. Ils représentaient sans doute plus d'intérêt pour Audrey que l'intrigue sensationnaliste et vulgaire concernant une femme jetée dans le monde des affaires. Quoi qu'il en fût, elle insista et obtint de nombreuses concessions : la majorité de ses scènes furent filmées à Rome. Elle n'eut à faire qu'un bref séjour à New York. Elle aurait refusé le rôle d'Elizabeth Roffe si elle avait dû, comme les autres interprètes, effectuer à Copenhague, en Sardaigne et à Munich des déplacements qui auraient interféré avec la scolarité de Luca [son fils][Note 2]. Mère de famille avant tout, elle exigea que des scènes, gratuitement sensuelles ou violentes, soient supprimées du scénario. Sidney Sheldon accepta de tempérer son dialogue pour se garantir la collaboration d'Audrey. Il s'attacha tellement à elle qu'il édulcora ses “meilleures” scènes pour les rendre moins choquantes. »

## Accueil
Le film reçoit un accueil critique médiocre et, malgré la distribution impressionnante, le public n'est pas au rendez-vous.
- AllMovie[5] : « Ce thriller ne génère tout simplement pas beaucoup de suspense malgré de nombreux suspects probables et de rebondissements. Le réalisateur  Young n'obtient qu'une performance moyenne d'Audrey Hepburn et parvient à faire peu avec sa notable distribution. Le film, sans être particulièrement palpitant, est aidé par la belle photographie couleur de Freddie Young et par la partition originale et vivante d'Ennio Morricone. »
- Diana Maychick[4] : « Le film reçut les pires critiques de toute la carrière d'Audrey. “C'est un film épouvantable”, pouvait-on lire dans le London Sunday Express, “banal, douteux, sans humour et tellement mal fichu qu'il est pénible à suivre”. Toutes ménageaient néanmoins Audrey. Dans le rôle de la fille dévouée qui hérite de son père un énorme empire pharmaceutique et doit se battre contre ses rivaux et sa propre famille, Audrey Hepburn était, disaient-elles, la seule raison de voir le film. La plupart estimaient qu'elle réussissait à dépasser le matériau et à communiquer une étonnante vulnérabilité à un personnage très conventionnel. »